# Esther & Abi Ofarim
Esther & Abi Ofarim was een Israëlisch folkduo uit Safed uit de jaren 60. Ze zijn vooral bekend van hun hit Cinderella Rockefella uit 1968. Esther en Abi, die met elkaar getrouwd waren, gingen in 1969 uit elkaar en scheidden in 1970. Beiden gingen daarna solo.

## Biografie
Esther Zaied (1941) en Abraham Reichstadt (1937-2018) leerden elkaar in 1959 kennen in het nationaal theater van Israël: Habima. Esther leerde er zingen en acteren en Abraham was werkzaam als danser en choreograaf. Samen met Shmulik Kraus vormden ze het muzikale trio Shlishit ha-Ofarim (Hebreeuws voor het reekalf-trio). Na twee jaar gingen Esther en Abraham als duo verder onder de naam Ha-Ofarim (de reekalveren). Esther was zangeres en Abraham gitarist. Het duo bracht drie albums uit met enkel Hebreeuwse liedjes. Esther had in deze periode ook succes als solozangeres. Zo won ze in 1961 het Israëlisch songfestival en twee jaar later eindigde ze namens Zwitserland als tweede op het Eurovisiesongfestival in Londen met het liedje T'en va pas.
Vanaf 1963 gingen Esther en Abraham ook in andere talen zingen: voornamelijk Engels en Duits. Ze namen toen de internationaler klinkende naam Esther & Abi Ofarim aan. Vooral in de beginjaren verschijnen sommige singles en albums van het duo onder de naam Esther Ofarim & Abraham, maar na 1965 werd deze naam nauwelijks meer gebruikt. In 1964 brak het duo in Nederland door met het nummer One more dance, een Engelstalige versie van hun nummer 'od rikud echad uit 1962. In februari 1964 stond het kort in de hitparade. Nadat Esther op 1 mei de rol van zeemeermin had gespeeld in Rudi Carrells Robinson Crusoë Show, ontstond er hernieuwde belangstelling voor Esther en kwam One more dance opnieuw in de hitparade. Daarna werden er verschillende Engels- en Duitstalige singles van Esther solo en met haar echtgenoot uitgebracht, maar die haalden niet het succes van One more dance.
Hoewel Esther en Abi vanaf 1963 geregeld liedjes in het Duits opnamen, braken ze in Duitsland pas in 1966 door met een vertaling van One more dance: Noch einen Tanz, dat een bescheiden hit werd. In 1964 hadden zij weliswaar deelgenomen aan het populaire Schlagerfestival met het liedje Schönes Mädchen, maar in dat jaar ging alle aandacht naar Siw Malmkvist die won met het nummer Liebeskummer lohnt sich nicht. Esther en Abi eindigden met hun liedje op de vierde plaats. Daarnaast had Esther solo al twee hitjes gescoord in Duitsland. Eind 1966 volgde het nummer Sing hallelujah, maar in 1967 had het duo zijn grootste succes in Duitsland met het door de Bee Gees geschreven nummer Morning of my life. Een wereldwijde doorbraak zat er met dit nummer nog niet in, maar die liet niet lang op zich wachten. Begin 1968 zong het duo het jaren 20-achtige nummer Cinderella Rockefella tijdens The Eamonn Andrews Show in Engeland. Het was een vrolijk liefdesduet tussen een man en een vrouw die elkaar Cinderella en Rockefella noemen. Het nummer was geschreven door Mason Williams, die dat jaar zelf ook een hit had met Classical gas. Na hun optredens ontstond er veel vraag naar het nummer, waarna het op single werd uitgebracht. De single haalde vervolgens de eerste plaats in het Verenigd Koninkrijk, Nederland en Zweden en was in verschillende andere landen een top 10-hit. Zelfs in de Amerikaanse Billboard Hot 100 kwam het nummer tot de 68e plaats. Het succes leverde het duo daarna veel optredens op.
Esther en Abi wisten na Cinderella Rockefella niet met een succesvolle opvolger te komen. In het Verenigd Koninkrijk werd het daar nog onbekende One more dance uitgebracht, maar in veel landen was Cinderella Rockefella de grootste, maar direct ook de laatste hit van het duo. In 1968 ontstonden spanningen tussen Esther en Abi op persoonlijk en zakelijk gebied. De onenigheden liepen zodanig op dat ze op 1 maart 1969 voor het laatst samen optraden. Ruim anderhalf jaar later, in november 1970 scheidden Esther en Abraham van elkaar. Ondanks hun scheiding gingen beiden daarna solo onder hun artiestennaam: Esther Ofarim en Abi Ofarim. Esther heeft vanaf 1970 een groot aantal soloalbums opgenomen en treedt nog steeds op. Abi vormde in 1973 een duo met Tom Winter, maar had hier geen succes mee. Ook solocomebacks uit 1982 en 2007 mochten niet baten. Na 1970 is Abi vooral werkzaam geweest als componist en producer voor anderen en sinds 2004 was hij manager van zijn zoon Gil Ofarim, een kind van zijn derde vrouw.
Abi Ofarim overleed in 2018 op 80-jarige leeftijd in München.

## Bezetting
- Esther Ofarim
- Abi Ofarim

## Discografie

### Singles
| Single met eventuele hitnotering(en) in de Nederlandse Top 40 | Datum van verschijnen | Datum van binnenkomst | Hoogste positie | Aantal weken | Opmerkingen                 |
| ------------------------------------------------------------- | --------------------- | --------------------- | --------------- | ------------ | --------------------------- |
| One More Dance (Your Husband Is Worse)                        |                       | 15-2-1964             | 8               | 4            | als Esther Ofarim & Abraham |
| One More Dance                                                |                       | 2-5-1964              | 12              | 10           | als Esther Ofarim & Abraham |
| Cinderella Rockefella                                         |                       | 16-3-1968             | 1(4wk)          | 14           |                             |

| Single met hitnotering(en) in de Vlaamse Ultratop 50 | Datum van verschijnen | Datum van binnenkomst | Hoogste positie | Aantal weken | Opmerkingen |
| ---------------------------------------------------- | --------------------- | --------------------- | --------------- | ------------ | ----------- |
| Cinderella Rockefella                                |                       | 23-3-1968             | 2               | 11           |             |

### NPO Radio 2 Top 2000
| Nummer met noteringen in de NPO Radio 2 Top 2000 | '99  | '00 | '01  |
| ------------------------------------------------ | ---- | --- | ---- |
| Cinderella Rockefella                            | 1474 | -   | 1879 |

1. ↑  Een '-' betekent dat het nummer niet was genoteerd en een vetgedrukt getal geeft de hoogste notering aan.
2. ↑  Deze tabel is bijgewerkt tot en met de meest recente editie (2024).